# Enrico Bräunig
Enrico Bräunig (* 5. Mai 1971 in Schöneck/Vogtl.) ist ein deutscher Politiker (SPD). Er war von 2004 bis 2009 Mitglied des Sächsischen Landtags und von 2010 bis 2012 Bürgermeister von Klingenthal.

## Leben und Beruf
Nach Abitur in Klingenthal und Wehrdienst absolvierte Bräunig in Stoke-on-Trent (Vereinigtes Königreich) eine Ausbildung zum Koch. Ab 1993 war er als Polizeibeamter bei der Bundespolizei tätig, von 1999 bis 2002 arbeitete er bei der UN-Mission im Kosovo. Nachdem er von 2004 bis 2009 dem sächsischen Landtag angehörte, kehrte er 2009 zur Bundespolizei zurück.

## Privates
Enrico Bräunig ist verwitwet und hat zwei Kinder.

## Politische Laufbahn
Im Jahr 2003 trat Bräunig der sächsischen SPD bei. Er war stellvertretender Vorsitzender des SPD-Kreisverbandes Vogtland.
Bei der Landtagswahl 2004 wurde er über die Landesliste der SPD in den Sächsischen Landtag gewählt. Bei der Kreistagswahl 2008 verfehlte er ein Mandat im Kreistag des um die Stadt Plauen vergrößerten Vogtlandkreises, wurde jedoch bei der Kommunalwahl am 7. Juni 2009 in den Stadtrat von Klingenthal gewählt. Bei der Landtagswahl 2009 verpasste er aufgrund des schlechten Ergebnisses der SPD auf Listenplatz 16 den Wiedereinzug in den Landtag.
Im sächsischen Landtag gehörte er in der 4. Wahlperiode dem Verfassungs-, Rechts- und Europaausschuss als stellvertretender Vorsitzender sowie dem Innenausschuss, dem Haushalts- und Finanzausschuss sowie dem 2. Untersuchungsausschuss der 4. Wahlperiode an. Zudem war er Sprecher seiner Fraktion für Innenpolitik sowie Rechts- und Verfassungsfragen.
Am 7. März 2010 wurde Enrico Bräunig zum hauptamtlichen Bürgermeister seiner Heimatstadt Klingenthal gewählt, welches Amt er am 1. April 2010 angetreten hatte. Im Zuge seiner Wahl konnte er im Stadtrat auf keine Stimme der SPD hoffen, da er als einziger SPD-Rat durch die Wahl zum Bürgermeister aus dem Stadtrat ausschied. Seine Amtszeit endete mit der Fusion von Klingenthal und Zwota vorzeitig am 31. Dezember 2012. Bräunig erklärte daraufhin, nicht mehr für die Wahl des Bürgermeisters anzutreten. Sein Nachfolger wurde Thomas Hennig (CDU).
Nach jener Tätigkeit wollte er die Nachfolge von Rolf Schwanitz als Direktkandidat für die Bundestagswahl 2013 antreten. Bei der Wahl des Direktkandidaten der SPD Vogtland am 23. Februar 2013 kämpften die drei Kandidaten Enrico Bräunig, Nicole Schwab und Benjamin Zabel um die Kandidatur. Bräunig kam aber auf den 3. Platz (12 Stimmen) und musste somit Benjamin Zabel (32 Stimmen) als Kandidat für den Bundestag den Vortritt lassen.
Bei der Landtagswahl 2014 kandidierte Bräunig erneut im Wahlkreis Vogtland 3 sowie durch die Landesliste seiner Partei, jedoch schaffte er den Wiedereinzug in den Landtag nicht.
Seit 2015 ist er Vorsitzender des SPD-Ortsvereins Klingenthal.